# Тонка
Тонка је женско, али и мушко име присутно у Словенији као деминутив имена Антонија. И у Србији је ово име изведено од имена Антоније.

## Популарност
У Словенији је ово име 2007. било на 739. месту по популарности. И у Хрватској је ово било веома популарно име током 20. века, посебно у Сплиту, Загребу и Шибенику и чешће је међу Хрватима него Србима.